# Agustín Álvarez Martínez
Agustín Álvarez Martínez (* 19. Mai 2001 in San Bautista) ist ein uruguayischer Fußballspieler.

## Karriere

### Allgemein
Agustín Álvarez Martínez wurde in seiner Jugend bei Peñarol Montevideo ausgebildet. Dort erzielte er in 170 Einsätzen 113 Tore.

### Verein
Sein erster Einsatz in der Profiliga erfolgte am 13. September 2020 beim 0:0 gegen Montevideo City Torque. Sechs Tage später erzielte Álvarez Martínez im Spiel gegen Plaza Colonia sein erstes Tor in der Profiliga. Insgesamt schoss Álvarez Martínez in seiner Debütsaison in 24 Ligaspielen 10 Tore, in den 5 internationalen Einsätzen konnte er kein Tor erzielen. In seiner zweiten Saison wurde Álvarez Martínez dann mit 10 Treffern Torschützenkönig der Copa Sudamericana 2021 für seinen Klub Peñarol, der sich im Halbfinale dem späteren Sieger Athletico Paranaense geschlagen geben musste. Im Sommer 2022 wechselte der Uruguayer auf den europäischen Kontinent zur US Sassuolo Calcio. Im Januar 2024 wechselte er leihweise zu Sampdoria Genua in die Serie B. Im Sommer 2024 folgte die Leihe nach Spanien zum FC Elche.

### Nationalmannschaft
Álvarez Martínez spielte in der U-20-Nationalmannschaft Uruguays. Im September 2021 debütierte er in der A-Nationalmannschaft.